# Holms landskommun, Medelpad
Holms landskommun var en tidigare kommun i Västernorrlands län. Centralort var Holm.

## Administrativ historik
Holms landskommun (från början Indals-Holms landskommun) inrättades den 1 januari 1863 i Holms socken i Medelpad när 1862 års kommunalförordningar trädde i kraft. 
Kommunen upphörde vid kommunreformen 1952, då den uppgick i Indals-Lidens landskommun. Sedan 1974 tillhör området Sundsvalls kommun.

## Kommunvapen
Holms landskommun förde inte något vapen.

## Politik

### Mandatfördelning i valen 1938-1946
| 11 | 7 | 2 |

| 19 |

| 11 | 1 | 6 | 2 |

| 20 |

| 1 | 10 | 4 | 4 | 1 |

| 20 |

### Fotnoter
1. ↑  Per Andersson: Sveriges kommunindelning 1863-1993, Draking, Mjölby 1993, ISBN 91-87784-05-X, s. 91